# Émile Lejeune
Émile Lejeune (* 17. Februar 1938 in Warsage; † 28. Dezember 2024 in Lüttich) war ein belgischer Fußballspieler.

## Karriere
Lejeune verbrachte seine gesamte Spielerkarriere von 1959 bis 1971 beim RFC Lüttich. 1961 wurde er mit seinem Klub belgischer Vizemeister hinter dem Stadtrivalen Standard. Im Messestädte-Pokal 1963/64 erreichte er mit dem RFC das Halbfinale.
Sein Debüt in der belgischen Nationalmannschaft gab Lejeune am 30. Oktober 1960 beim 2:1-Sieg der Belgier im Freundschaftsspiel gegen Ungarn. Insgesamt bestritt er zwischen 1960 und 1962 zehn Länderspiele, in denen er ohne Torerfolg blieb. 
Émile Lejeune verstarb am 28. Dezember 2024 im Alter von 86 Jahren.